# 半能點
半能點（half-power point）或半能頻寬（half-power bandwidth）是輸出功率降到其最大值一半的點，大約是-3 dB的位置。
濾波器、滤光器、放大器電路常以半能點的頻率為其截止頻率。
在天线特性中，半能點和量測的角度有關，可以指表示天線的指向性。

## 放大器及濾波器
放大器及濾波器的半能點發生在輸出電壓降到最大輸出電壓1/√2倍（~0.707），功率降到一半時的頻率。带通滤波器會有二個半能點，而低通滤波器或高通滤波器只會有一個。
放大器的带宽會定義為二個半能點之間的頻率差，也稱為3 dB 帶寬（或頻寬）。若是低通滤波器的例子，沒有較低的半能點，因此带宽以相對0 rad/s（直流電）來計算。

## 天線
天線的「半能點」和頻率無關，是描述天線信號束在空間中的特性。天線半能點是由天線增益先降到最大值功率一半（約-3 dB）時偏離天線瞄準線的角度。在-3 dB點之間的角度稱為波束寬度。

## 腳註
1. ↑  精確值：{\displaystyle 20\log _{10}\left({\tfrac {1}{\sqrt {2}}}\right)\approx -3.0103\,\mathrm {dB} }
2. ↑  精確值：{\displaystyle 10\log _{10}\left({\tfrac {1}{2}}\right)\approx -3.0103\,\mathrm {dB} }